# Brigitte Aubignac
Brigitte Aubignac, née en 1957 à Boulogne-Billancourt est une artiste française.

## Biographie
De 1984 à 1986, elle est professeure aux ateliers du musée des Arts décoratifs à Paris.
En 1985, elle rencontre l'artiste Martial Raysse avec qui elle part s'installer dans le Sud-Ouest de la France. Elle y amorce son premier thème figuratif en trois volets dédiés à La Madeleine - inspirée de La Madeleine Pénitente de Donatello.
Avec les séries des Portraits anonymes (2003 – 2005), des Garçons (2005 – 2006), puis des Insomnies (2009 – 2018) et des Diptyques Maquillages (2012 – 2016) elle explore à travers l’art du portrait des individus saisis dans leur singularité.
Dès 2005, Brigitte Aubignac s’intéresse à la figure du faune, personnage de l’Arcadie antique qu’elle transpose dans le monde contemporain. Une exposition à la galerie Pierre-Alain Challier est consacrée à cette série en 2018.
Brigitte Aubignac a réalisé plusieurs courts métrages : D’une fable à l’autre (2008), Beauté Faunesse (2012) et Boboli’s Cat (2014).
Présente dans des collections privées en Europe ainsi que dans des collections publiques, son œuvre est présentée dans des expositions individuelles et collectives notamment en Chine, en Italie et en Allemagne.

## Expositions personnelles
- 2023 : Statues etc,

Galerie Pierre-Alain Challier, Paris
- 2018 : Faunes, Galerie Pierre-Alain Challier, Paris[14],[15]
- 2016 : Belles Éveillées (en compagnie de Frédéric Léglise), Institut Culturel Français de Milan
- 2012-2013 : Faunes et Faunesses, Galerie de l’Institut Bernard Magrez, Bordeaux[16]
- 2006 : Portraits Anonymes, Garçons et Faunes, Galerie Venti Correnti, Milan.
- 2005 : Au Sanctuaire, Xin Dong Cheng Gallery[17], Temple de l’intelligence, Pékin[18].
- 2004 : Cinq Portraits Anonymes, La Vitrine Galerie de France, Paris.
- 2004 : Marie Madeleine, Galerie Farideh Cadot, Paris[11],[19].
- 2002 : Après les larmes, Galerie Massimo Carasi Arte Contemporanea, Mantoue[20],[21].
- 1998 : L’Abri Tranquille - Alliance Française, Bologne.

## Expositions collectives
- 2021 : Malen und Zeichnen, Associacione 21, Lodi[22].
- 2020 : Narcisse ou la floraison des mondes, Mecà Bordeaux, FRAC Aquitaine, Bordeaux[8].
- 2015 : La Toilette, Naissance de l'Intime, Musée Marmottan, Paris[3].
- 2014 : Festival Anemic Cinechat, Palais de Tokyo, Paris[7].
- 2011 : L'étoffe du temps, Institut Culturel Bernard Magrez, Bordeaux[23].
- 2011 : Big Brother, l'artiste face aux tyrans, Palais des arts, Dinard[24].
- 2008 : Papiers d’artistes, Galerie La Trace, Paris.
- 2007 : Trans-Europe, Galerie Davide di Maggio, Berlin.
- 2007 : Papiers d’artistes, Galerie Stella & Vega, Brest.
- 2006 : Figures et Portraits, Galerie Stella & vega, Brest.
- 2004 : ARCO-Madrid, Galerie de France, Madrid.
- 2004 : Peintures à histoires, Musée des Beaux Arts de Besançon.
- 2001 : Milano Europa 2000, Triennale de Milan.
- 1998 : Portraits - Musée Champollion, Figeac.

## Publications
- 2001 : Au Sanctuaire, Éditions Xin Dong Cheng, 2005, Éditions Plage
- 1996 : L’abri tranquille, Éditions Transition

Livres d'artiste
- 1999 : Perdue dans les détails, Éditions Grault
- 1999 : Après les larmes, Éditions Grault

Catalogues d'exposition
- 2018 : Faunes, Galerie Pierre-Alain Challier.
- 2016 : Belles éveillées, Galleria dell Institut Français, Milan
- 2007 : Portraits anonymes, Garçons et Faunes, Vincent Correnti, Milan.

## Vie privée
Brigitte Aubignac est mariée au peintre Martial Raysse.